# Lukas Reimann
Lukas Reimann (*18. září 1982, Aarau, Švýcarsko) je švýcarský libertariánský politik. Je členem Švýcarské lidové strany (SVP). Pochází z kantonu St. Gallen . V roce 2004 byl zvolen do kantonálního parlamentu (Kantonsrat) v kantonu St. Gallen. V roce 2007 ve federálních volbách, byl zvolen do horní komory švýcarského parlamentu (Národní rada Švýcarska). V roce 2007 byl v té době nejmladší poslanec federálního parlamentu. Je prezidentem Zlaté iniciativy (goldinitiative.ch), jejímž cílem je repatriace švýcarského zlata ze zahraničí a zajištění toho, aby minimálně 10 procent švýcarských devizových rezerv bylo uloženo ve zlatě[zdroj?].